# Golden Triangle (Mississippi)

Il Golden Triangle (triangolo d'oro) è una regione dello Stato del Mississippi, negli Stati Uniti d'America.
Il "triangolo" è formato dalle città di Columbus, Starkville, e West Point, per una popolazione che supera le 128.000 unità. Tale termine è nato per favorire l'interscambio, in ambito economico, tra le contee interessate.
Le tre città condividono, inoltre, anche lo stesso aeroporto: il Golden Triangle Regional Airport
Prima del 2012, Columbus era la città più popolosa del golden trianglewas per essere superata da Stakville.